# Lista de senadores do Brasil da 49.ª legislatura
Esta é a lista de senadores do Brasil da 49.ª legislatura do Congresso Nacional. Inclui-se o nome civil dos parlamentares, o partido ao qual eram filiados na data da posse, sua unidade federativa de origem, bem como outras informações. Esta legislatura do Senado Federal durou de 1 de fevereiro de 1991 a 31 de janeiro de 1995.

## Composição das bancadas
| Partido | Líder                  | Bancada | Posição  |
| ------- | ---------------------- | ------- | -------- |
| PMDB    | Mauro Benevides        | 29 / 81 | Governo  |
| PFL     | Élcio Álvares          | 13 / 81 | Governo  |
| PPR     | Esperidião Amin        | 12 / 81 | Governo  |
| PSDB    | Mário Covas            | 11 / 81 | Governo  |
| PTB     | Eduardo Andrade Vieira | 5 / 81  | Governo  |
| PDT     | Darcy Ribeiro          | 4 / 81  | Oposição |
| PRN     | Júnia Marise           | 3 / 81  | Governo  |
| PMN     | Hélio Campos           | 2 / 81  | Governo  |
| PSB     | José Paulo Bisol       | 1 / 81  | Oposição |
| PT      | Eduardo Suplicy        | 1 / 81  | Oposição |

## Mesa diretora
| Imagem | Cargo              | Nome                                                    | Partido | Estado              |
| ------ | ------------------ | ------------------------------------------------------- | ------- | ------------------- |
|        | Presidente         | Humberto Lucena (Humberto Coutinho de Lucena)           | PMDB    | Paraíba             |
|        | 1° Vice-Presidente | Guilherme Palmeira (Guilherme Gracindo Soares Palmeira) | PFL     | Alagoas             |
|        | 2° Vice-Presidente | Jarbas Passarinho (Jarbas Gonçalves Passarinho)         | PPR     | Pará                |
|        | 1° Secretário      | Garibaldi Alves Filho                                   | PMDB    | Rio Grande do Norte |
|        | 2° Secretário      | Teotônio Vilela Filho (Teotônio Brandão Vilela Filho)   | PSDB    | Alagoas             |
|        | 3° Secretário      | José Richa                                              | PSDB    | Paraná              |
|        | 4° Secretário      | Valmir Campelo (Antônio Valmir Campelo Bezerra)         | PTB     | Distrito Federal    |
|        | 1° Suplente        | Ney Maranhão (Ney de Albuquerque Maranhão)              | PRN     | Pernambuco          |
|        | 2° Suplente        | Josaphat Marinho (Josaphat Ramos Marinho)               | PFL     | Bahia               |
|        | 3° Suplente        | Nelson Wedekin                                          | PDT     | Santa Catarina      |
|        | 4° Suplente        | Francisco Rollemberg (Francisco Guimarães Rollemberg)   | PMN     | Sergipe             |

## Senadores em exercício ao fim da legislatura
| Imagem              | Nome                                                     | Partido | Início de mandato       | Fim de mandato         | Observações                                                                          |
| Acre                | Acre                                                     | Acre    | Acre                    | Acre                   | Acre                                                                                 |
| ------------------- | -------------------------------------------------------- | ------- | ----------------------- | ---------------------- | ------------------------------------------------------------------------------------ |
|                     | Flaviano Melo (Flaviano Flávio Baptista de Melo)         | PMDB    | 1° fevereiro de 1991    | 31 de janeiro de 1999  | [ 1 ]                                                                                |
|                     | Aluízio Bezerra (Aluízio Bezerra de Oliveira)            | PMDB    | 1° de fevereiro de 1987 | 31 de janeiro de 1995  | [ 2 ]                                                                                |
|                     | Nabor Teles Jr (Nabor Teles da Rocha Júnior)             | PMDB    | 1° de fevereiro de 1987 | 31 de janeiro de 2003  | [ 3 ]                                                                                |
| Alagoas             |                                                          |         |                         |                        |                                                                                      |
|                     | Guilherme Palmeira (Guilherme Gracindo Soares Palmeira)  | PFL     | 1° de fevereiro de 1991 | 31 de janeiro de 1999  | [ 4 ]                                                                                |
|                     | Divaldo Suruagy                                          | PMDB    | 1° de fevereiro de 1987 | 31 de dezembro de 1994 | Eleito Governador de Alagoas em 1994                                                 |
|                     | Teotônio Vilela Filho (Teotônio Brandão Vilela Filho)    | PSDB    | 1° de fevereiro de 1987 | 31 de dezembro de 2006 | [ 7 ]                                                                                |
| Amapá               |                                                          |         |                         |                        |                                                                                      |
|                     | José Sarney (José Sarney de Araújo Costa)                | PMDB    | 1° de fevereiro de 1991 | 31 de janeiro de 2014  |                                                                                      |
|                     | Henrique Almeida (Henrique do Rego Almeida)              | PFL     | 1° de fevereiro de 1991 | 31 de janeiro de 1995  | Eleito senador para um mandato de apenas quatro anos                                 |
|                     | Jonas Borges (Jonas Pinheiro Borges)                     | PTB     | 1° de fevereiro de 1991 | 31 de janeiro de 1995  | Eleito senador para um mandato de apenas quatro anos                                 |
| Amazonas            |                                                          |         |                         |                        |                                                                                      |
|                     | Amazonino Mendes (Amazonino Armando Mendes)              | PPR     | 1° de fevereiro de 1991 | 31 de dezembro de 1992 | Eleito Prefeito de Manaus em 1992                                                    |
|                     | Carlos Alberto de Carli                                  | PMDB    | 1° de fevereiro de 1987 | 31 de janeiro de 1995  | [ 12 ]                                                                               |
|                     | Áureo Melo (Áureo Bringel de Melo)                       | PRN     | 1° de fevereiro de 1987 | 31 de janeiro de 1995  | Primeiro suplente de Fábio Lucena                                                    |
| Bahia               |                                                          |         |                         |                        |                                                                                      |
|                     | Josaphat Marinho (Josaphat Ramos Marinho)                | PFL     | 1° de fevereiro de 1991 | 31 de dezembro de 1999 |                                                                                      |
|                     | Jutahy Magalhães (Jutahy Borges Magalhães)               | PSDB    | 1° de fevereiro de 1979 | 31 de dezembro de 1995 |                                                                                      |
|                     | Rui Bacelar (Joaquim Rui Paulilo Bacelar)                | PMDB    | 1° de fevereiro de 1987 | 31 de dezembro de 1995 |                                                                                      |
| Ceará               |                                                          |         |                         |                        |                                                                                      |
|                     | Beni Veras (Benedito Clayton Veras Alcântara)            | PSDB    | 1° de fevereiro de 1999 | 31 de dezembro de 1999 |                                                                                      |
|                     | Cid Sabóia (Cid Sabóia de Carvalho)                      | PMDB    | 1° de fevereiro de 1987 | 31 de dezembro de 1995 |                                                                                      |
|                     | Mauro Benevides (Carlos Mauro Cabral Benevides)          | PMDB    | 1° de fevereiro de 1987 | 31 de dezembro de 1995 |                                                                                      |
| Distrito Federal    |                                                          |         |                         |                        |                                                                                      |
|                     | Valmir Campelo (Antônio Valmir Campelo Bezerra)          | PTB     |                         |                        |                                                                                      |
|                     | João Meira Filho (João Assis Meira Filho)                | PMDB    | 1° de fevereiro de 1987 | 31 de janeiro de 1991  | Eleito para um mandato de quatro anos                                                |
|                     | Maurício Corrêa (Maurício José Corrêa)                   | PSDB    | 1° de fevereiro de 1987 | 2 de outubro de 1992   | Se licenciou para assumir o Ministério da Justiça, onde ficou até o final do mandato |
| Espírito Santo      |                                                          |         |                         |                        |                                                                                      |
|                     | Élcio Álvares                                            | PFL     |                         |                        |                                                                                      |
|                     | Gerson Camata (Gerson Camata)                            | PMDB    | 1° de fevereiro de 1987 | 31 de janeiro de 2011  |                                                                                      |
|                     | João Calmon (João de Medeiros Calmon)                    | PMDB    | 1° de fevereiro de 1971 | 31 de janeiro de 1995  |                                                                                      |
| Goiás               |                                                          |         |                         |                        |                                                                                      |
|                     | Onofre Quinan                                            | PMDB    |                         |                        |                                                                                      |
|                     | Iram Saraiva (Iram de Almeida Saraiva)                   | PMDB    | 1° de fevereiro de 1987 | 17 de agosto de 1994   | Renunciou para assumir cargo no Tribunal de Contas da União                          |
|                     | Irapuan Costa Júnior                                     | PMDB    | 1° de fevereiro de 1987 | 31 de janeiro de 1995  |                                                                                      |
| Maranhão            |                                                          |         |                         |                        |                                                                                      |
|                     | Epitácio Cafeteira                                       | PPR     |                         |                        |                                                                                      |
|                     | Alexandre Costa (Alexandre Alves Costa)                  | PFL     | 1° de fevereiro de 1971 | 29 de agosto de 1998   | Faleceu no exercício do cargo                                                        |
|                     | Magno Bacelar                                            | PDT     |                         |                        |                                                                                      |
| Mato Grosso         |                                                          |         |                         |                        |                                                                                      |
|                     | Júlio Campos                                             | PFL     |                         |                        |                                                                                      |
|                     | Louremberg Rocha (Louremberg Ribeiro Nunes Rocha)        | PPR     | 1° de fevereiro de 1987 | 31 de janeiro de 1995  |                                                                                      |
|                     | Márcio Lacerda (José Márcio Panoff de Lacerda)           | PMDB    | 1° de fevereiro de 1987 | 31 de dezembro de 1994 | Eleito Vice-Governador do Mato Grosso em 1994                                        |
| Mato Grosso do Sul  |                                                          |         |                         |                        |                                                                                      |
|                     | Levy Dias                                                | PPR     |                         |                        |                                                                                      |
|                     | Saldanha Derzi (Rachid Saldanha Derzi)                   | PPR     | 1° de fevereiro de 1979 |                        |                                                                                      |
|                     | Wilson Barbosa Martins                                   | PMDB    | 15 de março de 1987     | 31 de dezembro de 1994 | Eleito Governador de Mato Grosso do Sul em 1994                                      |
| Minas Gerais        |                                                          |         |                         |                        |                                                                                      |
|                     | Júnia Marise (Júnia Marise Azeredo Coutinho)             | PRN     |                         |                        |                                                                                      |
|                     | Ronan Tito                                               | PMDB    | 1° de fevereiro de 1987 | 31 de janeiro de 1995  |                                                                                      |
|                     | Alfredo Campos (Alfredo José de Campos Melo)             | PMDB    | 15 de março de 1983     | 31 de janeiro de 1995  |                                                                                      |
| Pará                |                                                          |         |                         |                        |                                                                                      |
|                     | Fernando Coutinho Jorge                                  | PMDB    |                         |                        |                                                                                      |
|                     | Jarbas Passarinho (Jarbas Gonçalves Passarinho)          | PPR     | 1° de fevereiro de 1987 | 31 de janeiro de 1995  |                                                                                      |
|                     | Almir Gabriel (Almir José de Oliveira Gabriel)           | PSDB    | 1° de fevereiro de 1987 | 31 de janeiro de 1995  |                                                                                      |
| Paraíba             |                                                          |         |                         |                        |                                                                                      |
|                     | Antônio Mariz                                            | PMDB    |                         |                        |                                                                                      |
|                     | Raimundo Lira                                            | PFL     | 1° de fevereiro de 1987 | 31 de janeiro de 1995  |                                                                                      |
|                     | Humberto Lucena (Humberto Coutinho de Lucena)            | PMDB    | 1° de fevereiro de 1979 | 13 de abril de 1998    | Faleceu no exercício do cargo                                                        |
| Paraná              |                                                          |         |                         |                        |                                                                                      |
|                     | Eduardo Andrade Vieira                                   | PTB     |                         |                        |                                                                                      |
|                     | Affonso Camargo (Affonso Alves de Camargo Netto)         | PPR     | 1° de fevereiro de 1979 | 31 de janeiro de 1995  |                                                                                      |
|                     | José Richa                                               | PSDB    | 1° de fevereiro de 1987 | 31 de janeiro de 1995  |                                                                                      |
| Pernambuco          |                                                          |         |                         |                        |                                                                                      |
|                     | Marco Maciel (Marco Antônio de Oliveira Maciel)          | PFL     | 1° de fevereiro de 1983 | 31 de dezembro de 1994 | Eleito Vice-Presidente da República em 1994                                          |
|                     | Ney Maranhão (Ney de Albuquerque Maranhão)               | PRN     | 1° de fevereiro de 1987 | 31 de janeiro de 1995  |                                                                                      |
|                     | Mansueto de Lavor (Pedro Mansueto de Lavor)              | PMDB    | 1° de fevereiro de 1987 | 31 de janeiro de 1995  |                                                                                      |
| Piauí               |                                                          |         |                         |                        |                                                                                      |
|                     | Lucídio Portella (Lucídio Portella Nunes)                | PPR     |                         |                        |                                                                                      |
|                     | Hugo Napoleão (Hugo Napoleão do Rego Neto)               | PFL     | 1° de fevereiro de 1987 | 18 de novembro de 2001 | Renunciou para assumir o Governo do Piauí em 2001                                    |
|                     | Chagas Rodrigues (Francisco das Chagas Caldas Rodrigues) | PSDB    | 1° de fevereiro de 1987 | 31 de janeiro de 1995  |                                                                                      |
| Rio de Janeiro      |                                                          |         |                         |                        |                                                                                      |
|                     | Darcy Ribeiro                                            | PDT     |                         |                        |                                                                                      |
|                     | Heydekel de Freitas                                      | PPR     |                         |                        |                                                                                      |
|                     | Nelson Carneiro (Nelson de Souza Carneiro)               | PPR     | 1° de fevereiro de 1979 | 31 de janeiro de 1995  |                                                                                      |
| Rio Grande do Norte |                                                          |         |                         |                        |                                                                                      |
|                     | Garibaldi Alves Filho                                    | PMDB    |                         |                        |                                                                                      |
|                     | Lavoisier Maia (Lavoisier Maia Sobrinho)                 | PDT     | 1° de fevereiro de 1987 | 31 de janeiro de 1995  |                                                                                      |
|                     | Dario Pereira                                            | PFL     |                         |                        |                                                                                      |
| Rio Grande do Sul   |                                                          |         |                         |                        |                                                                                      |
|                     | Pedro Simon                                              | PMDB    |                         |                        |                                                                                      |
|                     | José Paulo Bisol                                         | PSB     | 1° de fevereiro de 1987 | 31 de janeiro de 1995  |                                                                                      |
|                     | José Fogaça                                              | PMDB    | 1° de fevereiro de 1987 | 31 de janeiro de 2003  |                                                                                      |
| Rondônia            |                                                          |         |                         |                        |                                                                                      |
|                     | Odacir Soares (Odacir Soares Rodrigues)                  | PFL     | 1° de fevereiro de 1983 | 31 de janeiro de 1999  |                                                                                      |
|                     | Amir Lando                                               | PMDB    |                         |                        |                                                                                      |
|                     | Ronaldo Aragão (José Ronaldo Aragão)                     | PMDB    | 1° de fevereiro de 1987 | 31 de janeiro de 1995  |                                                                                      |
| Roraima             |                                                          |         |                         |                        |                                                                                      |
|                     | Cesar Dias                                               | PMDB    |                         |                        |                                                                                      |
|                     | Hélio Campos                                             | PMN     |                         |                        |                                                                                      |
|                     | Marluce Pinto (Maria Marluce Moreira Pinto)              | PTB     |                         |                        |                                                                                      |
| Santa Catarina      |                                                          |         |                         |                        |                                                                                      |
|                     | Esperidião Amin                                          | PPR     |                         |                        |                                                                                      |
|                     | Dirceu Carneiro (Dirceu José Carneiro)                   | PSDB    | 1° de fevereiro de 1987 | 31 de janeiro de 1995  | [ 14 ]                                                                               |
|                     | Nelson Wedekin                                           | PDT     | 1° de fevereiro de 1987 | 31 de janeiro de 1995  | [ 15 ]                                                                               |
| São Paulo           |                                                          |         |                         |                        |                                                                                      |
|                     | Eduardo Suplicy                                          | PT      |                         |                        | [ 16 ]                                                                               |
|                     | Eva Blay                                                 | PSDB    |                         |                        |                                                                                      |
|                     | Mário Covas (Mário Covas Júnior)                         | PSDB    | 1° de fevereiro de 1987 | 31 de dezembro de 1994 | Eleito Governador de São Paulo em 1994                                               |
| Sergipe             |                                                          |         |                         |                        |                                                                                      |
|                     | Albano Franco (Albano do Prado Pimentel Franco)          | PSDB    | 1° de fevereiro de 1983 | 31 de dezembro de 1994 | Eleito Governador do Sergipe em 1994                                                 |
|                     | Francisco Rollemberg (Francisco Guimarães Rollemberg)    | PMN     | 15 de março de 1987     | 31 de janeiro de 1995  | [ 19 ]                                                                               |
|                     | Lourival Baptista                                        | PFL     | 15 de Mario de 1971     | 31 de janeiro de 1995  | [ 20 ]                                                                               |
| Tocantins           |                                                          |         |                         |                        |                                                                                      |
|                     | Moisés Abrão (Moisés Abrão Neto)                         | PPR     | 1° de janeiro de 1989   | 31 de janeiro de 1995  | [ 21 ]                                                                               |
|                     | Carlos Patrocínio (Carlos do Patrocínio Silveira)        | PTB     | 1° de janeiro de 1989   | 31 de janeiro de 2003  | [ 22 ]                                                                               |
|                     | João da Rocha                                            | PFL     |                         |                        |                                                                                      |